# ジャック・ソック
ジャック・ソック（Jack Sock, 1992年9月24日 - ）は、アメリカ合衆国ネブラスカ州リンカーン出身の元男子プロテニス選手。これまでにATPツアーでシングルス4勝、ダブルス17勝を挙げている。ATPランキング自己最高位はシングルス8位、ダブルス2位。身長191cm。右利き、バックハンド・ストロークは両手打ち。
2011年全米オープン・混合ダブルス、2014年ウィンブルドン選手権・男子ダブルス、2018年ウィンブルドン選手権・男子ダブルス、2018年全米オープン・男子ダブルスの優勝者。リオデジャネイロ五輪混合ダブルス金メダリスト、男子ダブルス銅メダリスト。
引退後はピックルボールの選手として活躍している。

## 選手経歴

### ジュニア時代
8歳からテニスを始める。ジュニア時代は2010年全米オープン男子ジュニアシングルスで優勝している。

### 2011年 全米混合ダブルス優勝
2011年全米オープン混合ダブルスでは同じアメリカのメラニー・ウダンと組み主催者推薦出場から決勝に進出する。決勝ではヒセラ・ドゥルコ/エドゥアルド・シュワンク組に7–6(4), 4–6, [10–8]で競り勝ち、優勝を果たした。

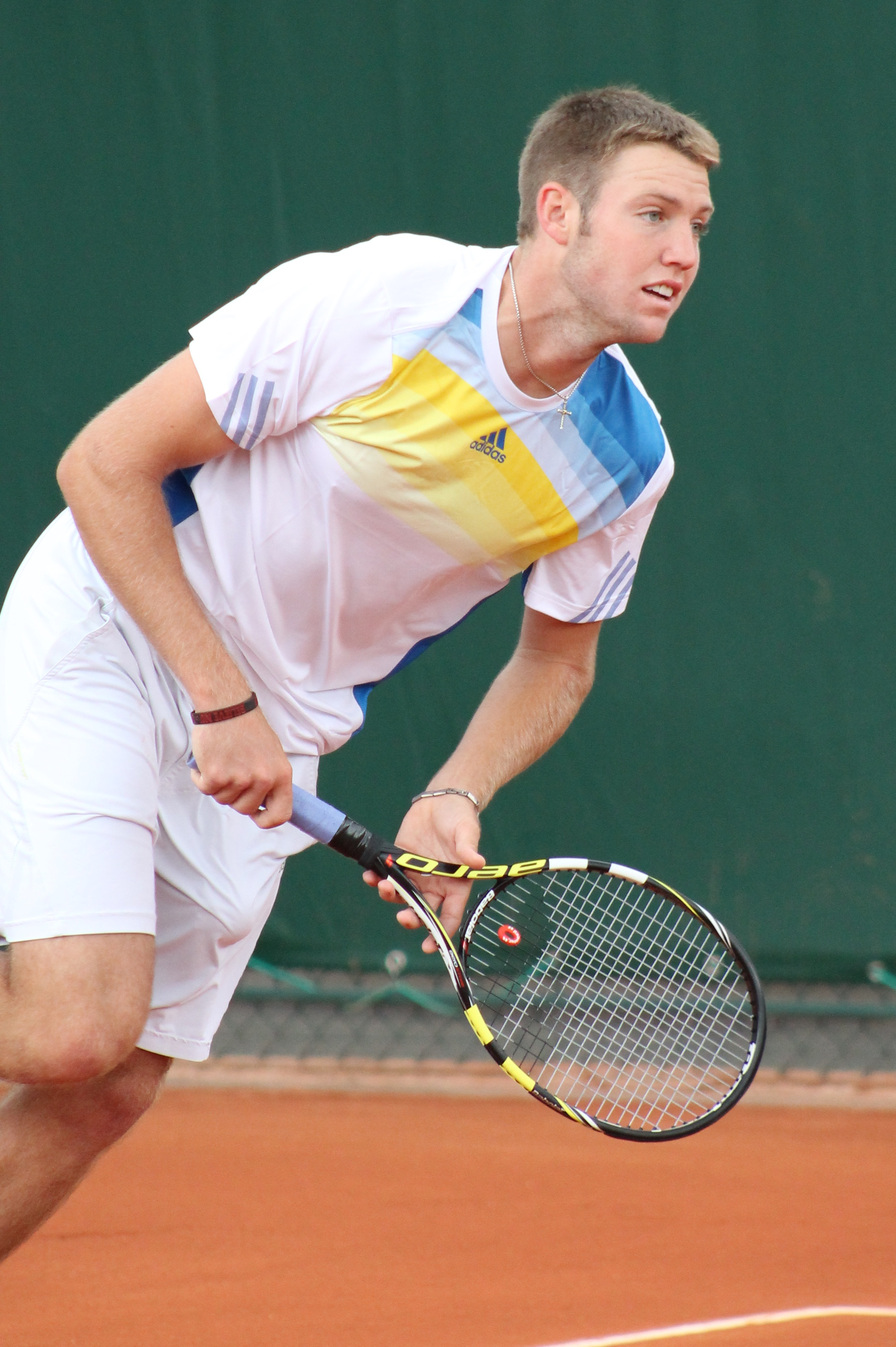
2013年全仏オープンでのジャック・ソック

### 2014年 ウィンブルドンダブルス優勝

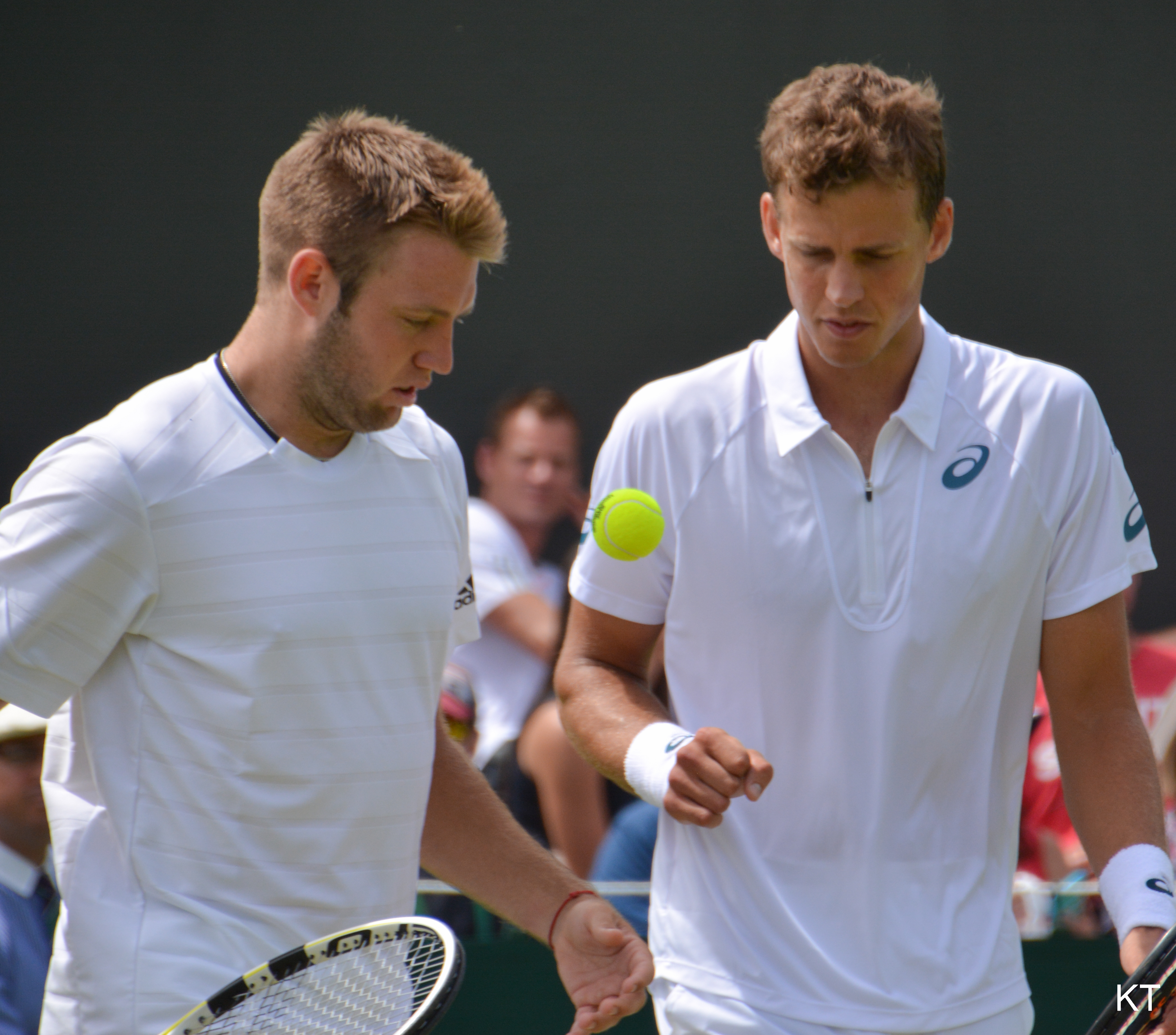
2014年ウィンブルドン選手権でのジャック・ソック

2014年ウィンブルドン選手権男子ダブルスではバセク・ポシュピシルと組み、決勝に進出した。決勝ではブライアン兄弟に7–6(5), 6–7(3), 6–4, 3–6, 7–5のフルセットで勝利しグランドスラム初優勝した。10月、上海マスターズで第7シードの錦織圭に7–6(5), 6–4で勝利。シングルスで世界トップ10以内の選手に勝利したのは初。

### 2015年 ツアー初優勝 トップ25入り
2015年4月の全米男子クレーコート選手権では2回戦で第2シードのロベルト・バウティスタ・アグートに、準々決勝で第5シードのサンティアゴ・ヒラルド、準決勝で第3シードのケビン・アンダーソンに勝利し初の決勝進出。決勝でサム・クエリーに7–6(9), 7–6(2)で勝利しシングルス初優勝。
全仏オープンでは1回戦で第10シードのグリゴール・ディミトロフを7-6, 6-2, 6-3で破り、続いてパブロ・カレーニョ・ブスタ、ボルナ・チョリッチに勝利し自身グランドスラム初の4回戦に進出。ベスト16の選手の中では最年少。
10月のストックホルム・オープンでは第3シードのジル・シモンや第2シードのリシャール・ガスケを破り決勝進出。決勝で第1シードのトマーシュ・ベルディハに敗れ準優勝。年間最終ランキングでは25位になった。

### 2016年 リオ五輪金・銅メダル
ホップマンカップ2016において、対戦相手のレイトン・ヒューイットのサーブへのアウトの判定に対し、自身が不利になるにもかかわらずヒューイットにチャレンジ権を行使するようにアドバイスした。翌週のASBクラシックでは準決勝で世界ランク8位のダビド・フェレールに3-6, 6-1, 6-2で勝利し決勝進出。決勝では途中棄権し準優勝。4月の全米男子クレーコート選手権では、2年連続決勝に進出するも、フアン・モナコに敗れ準優勝。
リオ五輪ではダブルスでスティーブ・ジョンソンと組み、準決勝に進出。準決勝でルーマニアのフロリン・メルジェ/ホリア・テカウ組に敗れるも、3位決定戦でカナダのダニエル・ネスター/バセク・ポシュピシル組に6-2, 6-4で勝利し、銅メダルを獲得した。混合ダブルスではベサニー・マテック＝サンズと組んで決勝に進出。決勝でビーナス・ウィリアムズ/ラジーブ・ラム組に6-7(3), 6-1, [10-7]で勝利し、金メダルを獲得した。
全米オープンでは3回戦で2014年の優勝者であるマリン・チリッチに6-4, 6-3, 6-3で勝利。4回戦でジョー＝ウィルフリード・ツォンガに敗れた。10月の上海マスターズでは3回戦で世界ランク6位のミロシュ・ラオニッチを0–6, 6–4, 7–6(8)で破りベスト8進出。BNPパリバ・マスターズでも2回戦で世界ランク8位のドミニク・ティエムを6–2, 6–4で破るなど2大会連続でベスト8進出を果たした。

### 2017年 マスターズ初優勝 ATPファイナルズ初出場 世界8位

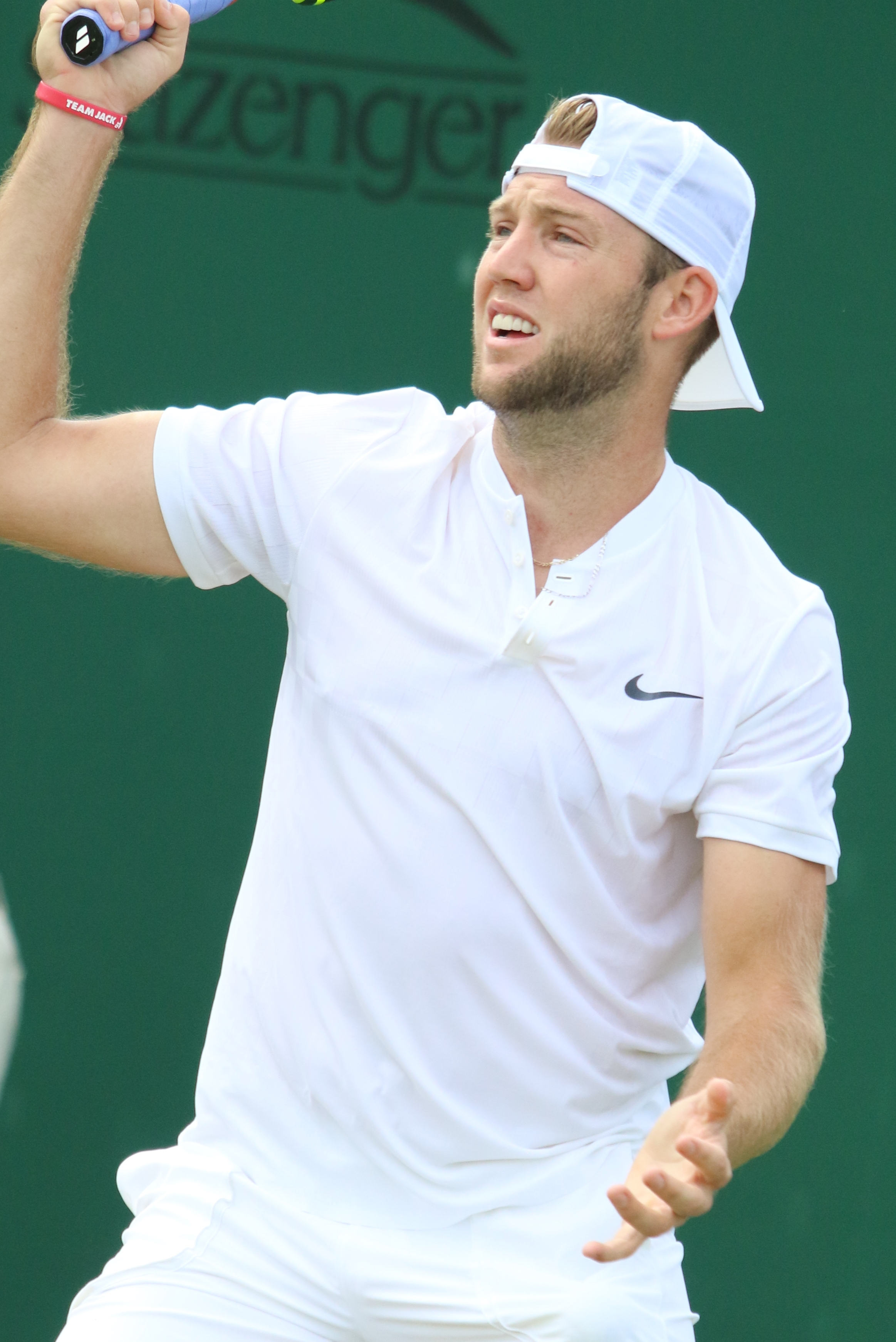
2017年ウィンブルドン選手権でのジャック・ソック

1月のASBクラシックでは決勝で ジョアン・ソウザに6–3, 5–7, 6–3で勝利し、シングルス2勝目を挙げた。大会後の世界ランキングで20位となりトップ20入りを果たす。全豪オープンでは3回戦でジョー＝ウィルフリード・ツォンガに敗れた。2月のデルレイビーチ・オープンでは決勝で対戦相手のミロシュ・ラオニッチが棄権しシングルス3勝目を挙げた。3月のBNPパリバ・オープンではマスターズ3大会連続ベスト8入りし、準々決勝で第4シードの錦織圭に6-3, 2-6, 6-2で勝利し初のベスト4進出。準決勝でロジャー・フェデラーに1-6, 6-7(4)で敗れた。続くマイアミ・オープンでもマスターズ4大会連続のベスト8進出を果たしたが、準々決勝でラファエル・ナダルに2-6, 3-6で敗れた。
ATPファイナルズ出場の可能性をわずかに残して迎えたロレックス・パリマスターズで第16シードから決勝進出。決勝で予選から勝ち上がったフィリップ・クライノビッチに5-7, 6-4, 6-1で勝利し、マスターズ1000初優勝を果たすと同時にレースランキングで9位に浮上、既に欠場を表明していたスタン・ワウリンカを除いて8位となりATPファイナルズ初出場を決めた。大会後のランキングで初のトップ10入りを果たす。ATPファイナルズではラウンドロビン第1戦でロジャー・フェデラーに敗れるも、第2戦でマリン・チリッチ、第3戦でアレクサンダー・ズベレフに勝利し2勝1敗の2位で準決勝進出、準決勝でグリゴール・ディミトロフに6-4, 0-6, 3-6で敗れた。年間最終ランキングは自己最高の8位。

### 2018年 GSダブルス2冠 ATPファイナルズダブルス初優勝

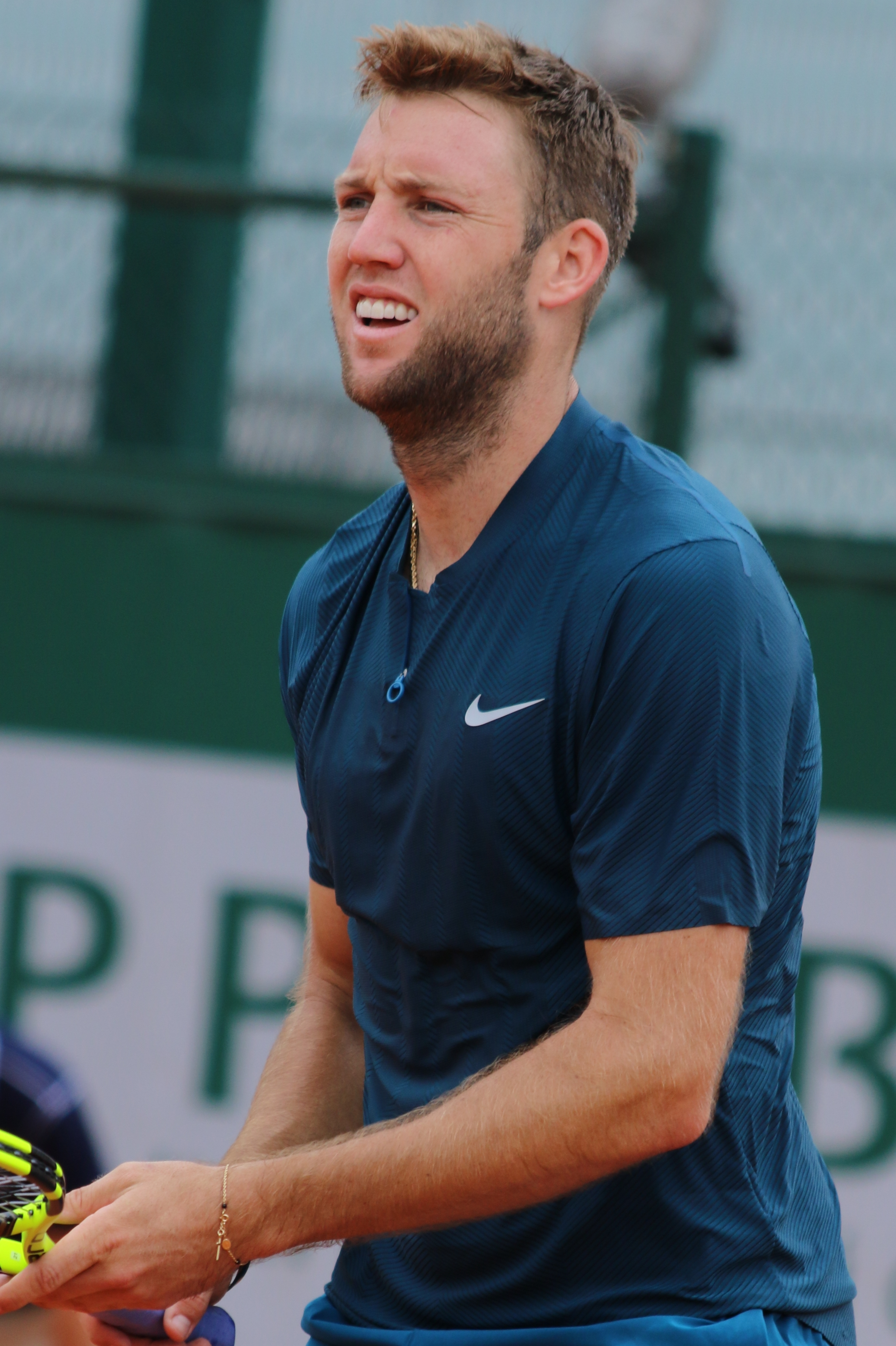
2018年全仏オープンでのジャック・ソック

第8シードとして出場したものの1回戦で杉田祐一に敗退した全豪オープンをはじめ、全仏オープンでも1回戦で敗退するなど、シングルスでは早期敗退が目立つ前半戦となった。一方ダブルスでは、デルレイビーチ・オープンはジャック・ウィズロー、BNPパリバ・オープンはジョン・イスナー、リヨン・オープンはニック・キリオスとのペアで優勝している。ウィンブルドンではシングルスは1回戦で敗退したが、マイク・ブライアンとペアを組んだダブルスは決勝進出。決勝でレイベン・クラーセン/マイケル・ヴィーナス組に勝利し、4年ぶり2回目の優勝を果たす。全米オープンもマイク・ブライアンとのペアで初優勝を果たす。ATPファイナルズでもマイク・ブライアンとのペアで初優勝した。年間最終世界ランキングでシングルスは106位まで落ちたが、ダブルスは自身最高の2位だった。

### 2019年 シングルスランキング消滅
年始のクーヨン・クラシックでは1回戦でバーナード・トミックとデニス・シャポバロフに敗れた。全豪オープンはシングルスをワイルドカードで出場したが、1回戦でアレックス・ボルトに6-4, 3-6, 2-6, 2-6で敗れた。2月の練習中に親指の靭帯を損傷し、手術を受けた。7月のアトランタ・テニス選手権で復帰。シングルスは初戦敗退に終わったが、ダブルスでは準決勝まで進んだ。レーバーカップのファビオ・フォニーニ戦で復帰後初白星を挙げた。しかしながら、下部大会を含めポイントの付くツアーでは0勝8敗。11月にはついに0ポイントとなり、ランキングから抹消された。ダブルスも100位圏外に落ちた。

### 2020年 シングルス再燃 世界253位
2020年2戦目のデルレイビーチ・オープンで1回戦に勝利し、約1年4か月ぶりの白星を挙げ、世界ランキングが767位ではあるが復活した。続くチャレンジャー・インディアウェルズでは第1シードのウゴ・アンベールらを下して準優勝まで漕ぎつけた。全米オープンでも2年ぶりとなる勝利を挙げた。全仏オープンは予選からの出場となったが、本選まで勝ち上がり、1回戦に勝利。最終順位は253位。

### 2021年 トップ145復帰
2021年前半戦はチャレンジャー・ツアーを主戦場とし、5月末のリトルロック・チャレンジャーでは優勝した。7月のテニス殿堂選手権では、2回戦で西岡良仁を破りベスト8入り。全米オープンは3回戦まで進んだ。最終順位は145位。ダブルスではオーランド・チャレンジャーとテニス殿堂選手権で優勝。

### 2022年 マスターズダブルス優勝

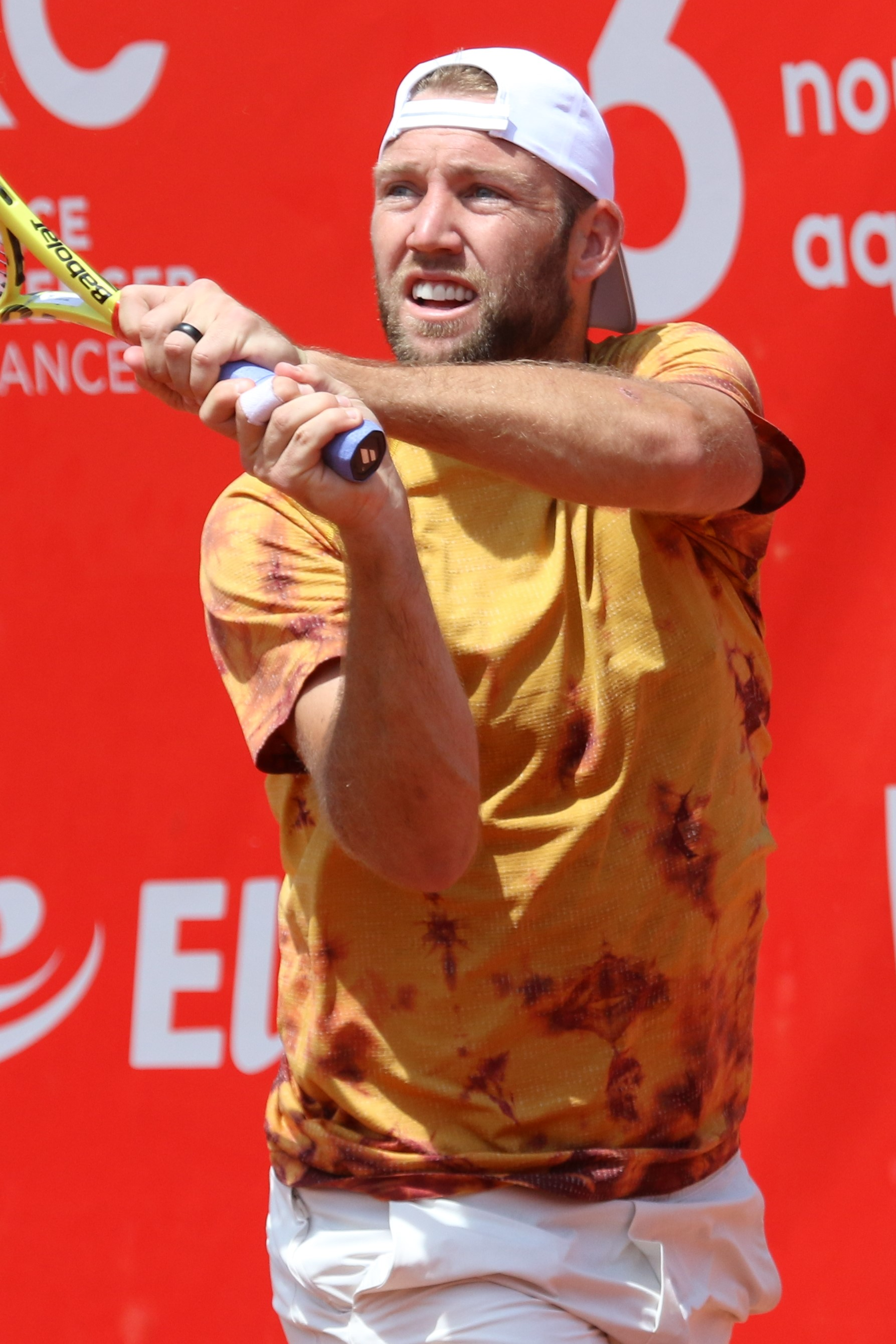
2022年BNPパリバ・プリムローズ・ボルドーでのジャック・ソック

BNPパリバ・オープンのダブルスに、ジョン・イスナーと組んで出場。1回戦で第1シード・世界1位のメクティッチ/パビッチ組をフルセットの末撃破すると、2回戦では全豪覇者のコキナキス/キリオス組を破った。そのまま勝ち続け、決勝でゴンサレス/ロジェ＝バセランを7-6(4), 6-3のストレートで破り、本ペアとして2018年以来4年ぶり2度目の優勝を果たした。これにより、ダブルス順位はトップ100（57位）にカムバックした。

### 2023年 引退
ソックは2023年の全米オープンダブルスに、ジョン・イスナーとのペアで出場したのを最後に現役を引退した。

## グランドスラム決勝

### ダブルス: 3 (3タイトル)
| 結果 | 年   | 大会                 | サーフェス | パートナー           | 対戦相手                                  | スコア                            |
| ---- | ---- | -------------------- | ---------- | -------------------- | ----------------------------------------- | --------------------------------- |
| 優勝 | 2014 | ウィンブルドン選手権 | 芝         | バセク・ポシュピシル | ボブ・ブライアン マイク・ブライアン       | 7-6(7-5), 6-7(3-7), 6-4, 3-6, 7-5 |
| 優勝 | 2018 | ウィンブルドン選手権 | 芝         | マイク・ブライアン   | レイベン・クラーセン マイケル・ヴィーナス | 6-3, 6-7(7-9), 6-3, 5-7, 7-5      |
| 優勝 | 2018 | 全米オープン         | ハード     | マイク・ブライアン   | ルカシュ・クボット マルセロ・メロ         | 6-3, 6-1                          |

### 混合ダブルス: 1 (1タイトル)
| 結果 | 年   | 大会         | サーフェス | パートナー       | 対戦相手                                  | スコア                |
| ---- | ---- | ------------ | ---------- | ---------------- | ----------------------------------------- | --------------------- |
| 優勝 | 2011 | 全米オープン | ハード     | メラニー・ウダン | ヒセラ・ドゥルコ エドゥアルド・シュワンク | 7-6(7-4), 4-6, [10-8] |

## オリンピックメダル

### ダブルス: 1 (1 銅メダル)
| 結果 | 年     | 大会                 | サーフェス | パートナー             | 対戦相手                                | スコア   |
| ---- | ------ | -------------------- | ---------- | ---------------------- | --------------------------------------- | -------- |
| 3位  | 2016年 | リオデジャネイロ五輪 | ハード     | スティーブ・ジョンソン | ダニエル・ネスター バセク・ポシュピシル | 6-2, 6-4 |

### 混合ダブルス: 1 (1 金メダル)
| 結果 | 年     | 大会                 | サーフェス | パートナー                 | 対戦相手                              | スコア                |
| ---- | ------ | -------------------- | ---------- | -------------------------- | ------------------------------------- | --------------------- |
| 優勝 | 2016年 | リオデジャネイロ五輪 | ハード     | ベサニー・マテック＝サンズ | ビーナス・ウィリアムズ ラジーブ・ラム | 6-7(3-7), 6-1, [10-7] |

## ATPツアー決勝進出結果

### シングルス: 8回 (4勝4敗)
| 大会グレード                    |
| グランドスラム (0–0)            |
| ATPファイナルズ (0–0)           |
| ATPツアー・マスターズ1000 (1–0) |
| ATPツアー500 (0–0)              |
| ATPツアー250 (3–4)              |

| サーフェス別タイトル |
| ハード (3–3)         |
| クレー (1–1)         |
| 芝 (0–0)             |

| 結果   | No. | 決勝日         | 大会           | サーフェス    | 対戦相手                         | スコア              |
| ------ | --- | -------------- | -------------- | ------------- | -------------------------------- | ------------------- |
| 優勝   | 1.  | 2015年4月12日  | ヒューストン   | クレー        | サム・クエリー                   | 7-6(11-9), 7-6(7-2) |
| 準優勝 | 1.  | 2015年10月25日 | ストックホルム | ハード (室内) | トマーシュ・ベルディハ           | 6-7(1-7), 2-6       |
| 準優勝 | 2.  | 2016年1月16日  | オークランド   | ハード        | ロベルト・バウティスタ・アグート | 1-6, 0-1 途中棄権   |
| 準優勝 | 3.  | 2016年4月10日  | ヒューストン   | クレー        | フアン・モナコ                   | 6-3, 3-6, 5-7       |
| 準優勝 | 4.  | 2016年10月23日 | ストックホルム | ハード (室内) | フアン・マルティン・デル・ポトロ | 5-7, 1-6            |
| 優勝   | 2.  | 2017年1月14日  | オークランド   | ハード        | ジョアン・ソウザ                 | 6-3, 5-7, 6-3       |
| 優勝   | 3.  | 2017年2月26日  | デルレイビーチ | ハード        | ミロシュ・ラオニッチ             | 不戦勝              |
| 優勝   | 4.  | 2017年11月5日  | パリ           | ハード (室内) | フィリップ・クライノビッチ       | 5-7, 6-4, 6-1       |

### ダブルス: 23回 (13勝10敗)
| 結果   | No. | 決勝日         | 大会                 | サーフェス    | パートナー               | 対戦相手                                          | スコア                            |
| ------ | --- | -------------- | -------------------- | ------------- | ------------------------ | ------------------------------------------------- | --------------------------------- |
| 準優勝 | 1.  | 2013年2月24日  | メンフィス           | ハード (室内) | ジェームズ・ブレーク     | ボブ・ブライアン マイク・ブライアン               | 1-6, 2-6                          |
| 優勝   | 1.  | 2013年3月3日   | デルレイビーチ       | ハード        | ジェームズ・ブレーク     | マックス・ミルヌイ ホリア・テカウ                 | 6-4, 6-4                          |
| 優勝   | 2.  | 2014年7月5日   | ウィンブルドン       | 芝            | バセク・ポシュピシル     | ボブ・ブライアン マイク・ブライアン               | 7-6(7-5), 6-7(3-7), 6-4, 3-6, 7-5 |
| 優勝   | 3.  | 2014年7月27日  | アトランタ           | ハード        | バセク・ポシュピシル     | スティーブ・ジョンソン サム・クエリー             | 6-3, 5-7, [10-5]                  |
| 準優勝 | 2.  | 2014年8月17日  | シンシナティ         | ハード        | バセク・ポシュピシル     | ボブ・ブライアン マイク・ブライアン               | 3-6, 2-6                          |
| 準優勝 | 3.  | 2014年10月19日 | ストックホルム       | ハード (室内) | トレト・ユーイ           | エリック・バトラック レイベン・クラッセン         | 4-6, 3-6                          |
| 優勝   | 4.  | 2015年3月21日  | インディアンウェルズ | ハード        | バセク・ポシュピシル     | シモーネ・ボレッリ ファビオ・フォニーニ           | 6-4, 6-7(3-7), [10-7]             |
| 準優勝 | 4.  | 2015年4月4日   | マイアミ             | ハード        | バセク・ポシュピシル     | ボブ・ブライアン マイク・ブライアン               | 3-6, 6-1, [8-10]                  |
| 優勝   | 5.  | 2015年10月12日 | 北京                 | ハード        | バセク・ポシュピシル     | ダニエル・ネスター エドゥアール・ロジェ＝バセラン | 3-6, 6-3, [10-6]                  |
| 優勝   | 6.  | 2015年10月25日 | ストックホルム       | ハード (室内) | ニコラス・モンロー       | マテ・パビッチ マイケル・ヴィーナス               | 7-5, 6-2                          |
| 準優勝 | 5.  | 2015年11月8日  | パリ                 | ハード (室内) | バセク・ポシュピシル     | イワン・ドディグ マルセロ・メロ                   | 6-2, 3-6, [5-10]                  |
| 準優勝 | 6.  | 2016年3月19日  | インディアンウェルズ | ハード        | バセク・ポシュピシル     | ニコラ・マユ ピエール＝ユーグ・エルベール         | 3-6, 6-7(5-7)                     |
| 準優勝 | 7.  | 2016年5月15日  | ローマ               | クレー        | バセク・ポシュピシル     | ボブ・ブライアン マイク・ブライアン               | 6-2, 3-6, [7-10]                  |
| 準優勝 | 8.  | 2016年10月9日  | 北京                 | ハード        | バーナード・トミック     | パブロ・カレーニョ・ブスタ ラファエル・ナダル     | 6-7(6-8), 6-2, [8-10]             |
| 優勝   | 7.  | 2016年10月16日 | 上海                 | ハード        | ジョン・イスナー         | ヘンリ・コンティネン ジョン・ピアース             | 6-4, 6-4                          |
| 優勝   | 8.  | 2016年10月30日 | バーゼル             | ハード (室内) | マルセル・グラノリェルス | ロベルト・リンドステット マイケル・ヴィーナス     | 6-3, 6-4                          |
| 準優勝 | 9.  | 2017年3月31日  | マイアミ             | ハード        | ニコラス・モンロー       | ルカシュ・クボット マルセロ・メロ                 | 5-7, 3-6                          |
| 準優勝 | 10. | 2017年10月8日  | 北京                 | ハード        | ジョン・イスナー         | ヘンリ・コンティネン ジョン・ピアース             | 3-6, 6-3, [7-10]                  |
| 優勝   | 9.  | 2018年2月25日  | デルレイビーチ       | ハード        | ジャック・ウィズロー     | ニコラス・モンロー ジョン・パトリック・スミス     | 4-6, 6-4, [10-8]                  |
| 優勝   | 10. | 2018年3月17日  | インディアンウェルズ | ハード        | ジョン・イスナー         | ボブ・ブライアン マイク・ブライアン               | 7-6(7-4), 7-6(7-2)                |
| 優勝   | 11. | 2018年5月26日  | リヨン               | クレー        | ニック・キリオス         | ロマン・ジェバリー マトウィ・ミドルクープ         | 7-5, 2-6, [11-9]                  |
| 優勝   | 12. | 2018年7月14日  | ウィンブルドン       | 芝            | マイク・ブライアン       | レイベン・クラーセン マイケル・ヴィーナス         | 6-3, 6-7(7-9), 6-3, 5-7, 7-5      |
| 優勝   | 13. | 2018年9月8日   | 全米オープン         | ハード        | マイク・ブライアン       | ルカシュ・クボット マルセロ・メロ                 | 6-3, 6-1                          |

## シングルス成績

### 4大大会シングルス
略語の説明
| W | F | SF | QF | #R | RR | Q# | LQ | A | Z# | PO | G | S | B | NMS | P | NH |

W=優勝, F=準優勝, SF=ベスト4, QF=ベスト8, #R=#回戦敗退, RR=ラウンドロビン敗退, Q#=予選#回戦敗退, LQ=予選敗退, A=大会不参加, Z#=デビスカップ/BJKカップ地域ゾーン, PO=デビスカップ/BJKカッププレーオフ, G=オリンピック金メダル, S=オリンピック銀メダル, B=オリンピック銅メダル, NMS=マスターズシリーズから降格, P=開催延期, NH=開催なし.
| 大会           | 2010 | 2011 | 2012 | 2013 | 2014 | 2015 | 2016 | 2017 | 2018 | 2019 | 2020 | 2021 | 2022 | 2023 | 通算成績 |
| -------------- | ---- | ---- | ---- | ---- | ---- | ---- | ---- | ---- | ---- | ---- | ---- | ---- | ---- | ---- | -------- |
| 全豪オープン   | A    | A    | A    | LQ   | 2R   | A    | 2R   | 3R   | 1R   | 1R   | A    | A    | A    | A    | 4–5      |
| 全仏オープン   | A    | A    | A    | 2R   | 3R   | 4R   | 3R   | 1R   | 1R   | A    | 2R   | A    | Q1   | A    | 9–7      |
| ウィンブルドン | A    | A    | A    | LQ   | 2R   | 1R   | 3R   | 2R   | 1R   | A    | NH   | A    | 3R   | A    | 6–6      |
| 全米オープン   | 1R   | 2R   | 3R   | 3R   | 1R   | 2R   | 4R   | 1R   | 2R   | 1R   | 2R   | 3R   | 1R   | A    | 13–13    |

### シングルス大会最高成績
| 大会                 | 成績 | 年         |
| -------------------- | ---- | ---------- |
| ATPファイナルズ      | SF   | 2017       |
| インディアンウェルズ | SF   | 2017       |
| マイアミ             | QF   | 2017       |
| モンテカルロ         | A    | 出場なし   |
| マドリード           | 3R   | 2016       |
| ローマ               | 2R   | 2017       |
| カナダ               | 3R   | 2015, 2016 |
| シンシナティ         | 2R   | 2015       |
| 上海                 | QF   | 2016       |
| パリ                 | WF   | 2017       |
| オリンピック         | 1R   | 2016       |
| デビスカップ         | SF   | 2018       |
| ATPカップ            | A    | 出場なし   |

## ダブルス成績
| 大会           | 2011 | 2012 | 2013 | 2014 | 2015 | 2016 | 2017 | 2018 | 2019 | 2020 | 通算成績 |
| -------------- | ---- | ---- | ---- | ---- | ---- | ---- | ---- | ---- | ---- | ---- | -------- |
| 全豪オープン   | A    | A    | A    | A    | A    | QF   | A    | A    | 3R   | A    | 4–2      |
| 全仏オープン   | A    | A    | 2R   | 3R   | QF   | 2R   | A    | 3R   | A    |      | 9–5      |
| ウィンブルドン | A    | A    | A    | W    | 3R   | 3R   | A    | W    | A    | NH   | 16–2     |
| 全米オープン   | 1R   | 2R   | 1R   | 3R   | 1R   | A    | A    | W    | QF   |      | 12–6     |

### 大会最高成績
| 大会                 | 成績 | 年               |
| -------------------- | ---- | ---------------- |
| ATPファイナルズ      | W    | 2018             |
| インディアンウェルズ | W    | 2015, 2018, 2022 |
| マイアミ             | F    | 2015, 2017       |
| モンテカルロ         | A    | 出場なし         |
| マドリード           | SF   | 2017             |
| ローマ               | F    | 2016             |
| カナダ               | QF   | 2018             |
| シンシナティ         | F    | 2014             |
| 上海                 | W    | 2016             |
| パリ                 | F    | 2015             |
| オリンピック         | SF-B | 2016             |
| デビスカップ         | SF   | 2018             |
| ATPカップ            | A    | 出場なし         |